# Meilhaud
Meilhaud – miejscowość i gmina we Francji, w regionie Owernia-Rodan-Alpy, w departamencie Puy-de-Dôme.
Według danych na rok 1990 gminę zamieszkiwały 323 osoby, a gęstość zaludnienia wynosiła 72 osoby/km² (wśród 1310 gmin Owernii Meilhaud plasuje się na 533. miejscu pod względem liczby ludności, natomiast pod względem powierzchni na miejscu 998.).